# Сто овци
Сто овци e защитена местност в България. Намира се в землищата на селата Смоляновци и Превала.
Защитената местност е обявена на 24 октомври 2005 г. с цел „опазване на местообитания на защитени видове растения (снежно кокиче, петров кръст) и животни (шипоопашата костенурка, скален орел и др.), скални съобщества и характерен ландшафт“. Има площ от 289,84 хектара.
В защитената местност се намира Разчепатият камък, представляващ скално образувание с височина 95 m.